# Пащенко, Василий Григорьевич
Василий Григорьевич Пащенко (1868—1932) — военный деятель Российской империи, генерал-лейтенант, генеральный значковый Армии Украинской Державы.

## Биография
Родился на хуторе Пащенко вблизи села Белаши в семье обедневшего дворянина казацкого происхождения Григория Ивановича Пащенко. Родной брат Пащенко Алексея Григорьевича, Ивана Григорьевича и Евгения Григорьевича.
Учился в Петровском Полтавском кадетском корпусе. На службе с 28 августа 1885. Окончил Михайловское артиллерийское училище, Михайловскую артиллерийскую академию (по 1-му разряду). После выпуска назначен в тридцать четвёртую артиллерийскую бригаду. С 11 августа 1886 — подпоручик, с 11 августа 1890 — поручик, с 28 мая 1893 — штабс-капитан. С 15 июля 1893 — помощник начальника мастерской Сестрорецкого оружейного завода. С 4 февраля 1894 исполнял должность помощника, а с 25 февраля 1894 -- помощник заведующего обучением в крепостном отделе офицерской артиллерийской школы.
6 декабря 1896 произведён в штабс-капитаны гвардии, а с 6 декабря 1900 — капитан гвардии. Подполковник — с 11 февраля 1900, полковник — с 28 марта 1904. С 6 декабря 1904 — штаб-офицер, заведующий обучением в крепостном отделе офицерской артиллерийской школы. С 27 июля 1907 года до 18 марта 1909 -- командир Либавской крепостной артиллерии. 13 апреля 1908 пожалован чин генерал-майора. С 18 марта 1909 по 23 марта 1914 -- генерал для поручений при генерал-инспекторе артиллерии. Генерал-лейтенант с 6 апреля 1914. С 23 марта 1914 -- начальник артиллерии Кронштадтской крепости. После начала Первой мировой войны — комендант Свеаборга (1915). С 7 августа 1917 инспектор артиллерии 4-го Кавказского армейского корпуса.
С конца 1917 г. — помощник начальника Генерального штаба Украинской Народной Республики. С сентября 1918 г. — инспектор артиллерии 1-го Волынского корпуса Армии Украинской Державы. 31 декабря 1918 освобождён от должности. С января 1919 до осени 1919 — временно исполняющий обязанности инспектора артиллерии Действующей армии УНР.
С 1921 г. — в эмиграции в Чехословакии, преподавал в Российской преобразованной реальной гимназии в городе Моравска-Тршебова, там же умер (20 апреля 1932) и похоронен.